# Yoderita
La yoderita es un mineral de la clase de los nesosilicatos. Fue descubierta en Kongwa (Tanzania), siendo nombrada así en 1959 en honor de Hatten Schuyler Yoder, petrólogo estadounidense.

## Características químicas
Es un aluminosilicato hidroxilado de magnesio, que cristaliza en el sistema cristalino monoclínico. Además de los elementos de su fórmula, suele llevar como impurezas: hierro, titanio, manganeso, agua y fósforo.

## Formación y yacimientos
Se encuentra como componente principal de esquistos con talco, cuarzo y cianita, formado bajo condiciones de presión de agua cercana a 10 kbar y temperatura de 800 °C, en minas de Tanzania. Suele encontrarse asociado a otros minerales como: cianita, talco, hematita o cuarzo.